# Savoyarde

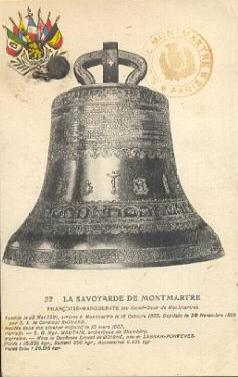
Die Savoyarde auf einer Postkarte von 1907

Die Glocke Savoyarde [savwaˈjaʁd] in der Basilique du Sacré-Cœur de Montmartre in Paris ist die größte Glocke Frankreichs. Sie wurde 1895 von der Glockengießerei Paccard in Annecy-le-Vieux gegossen. Bis heute ist sie eine der größten Glocken der Welt. Sie wiegt 18.835 kg und hat einen Durchmesser von 3,06 m, mit einer Basisdicke von 22 cm. Der Schlagton ist cis0. Der Klöppel wiegt 850 kg und sie hängt an einem gekröpften Joch.
Die Savoyarde wurde der nationalen Votivkirche Sacré-Cœur von den vier Diözesen Savoyens gestiftet, daher ihr Name.